# Colline delle Cerbaie
Le colline delle Cerbaie sono un sistema di basse alture situato tra il Padule di Bientina e il Padule di Fucecchio in Toscana. Il sistema si estende in direzione nord-est/sud-ovest tra i comuni di Fucecchio, Castelfranco di Sotto, Santa Croce sull'Arno, Santa Maria a Monte, Calcinaia, Bientina e Altopascio su un'area complessiva di oltre 120 km², divisa tra i territori provinciali di Firenze, Pisa e Lucca.
Le Cerbaie sono un divisorio naturale tra i bacini d'affluenza del fiume Serchio a nord e del fiume Arno a sud. Data la presenza di piante e animali rari, nonché di un microclima particolare, oltre 6500 ettari di territorio sono stati inclusi nel SIC - sito di interesse comunitario delle Cerbaie  oggi ZSC (Zona Speciale di Conservazione).
Le colline delle Cerbaie conservano la caratteristica di territorio a vocazione verde e naturalistica e sono spesso considerate il "polmone verde del Comprensorio del Cuoio". Tuttavia, numerose sono state le trasformazioni dovute alla continua espansione degli insediamenti abitativi e delle attività agronomiche a discapito della copertura forestale.

## Storia
Gli insediamenti umani nella zona risalgono ad epoche antichissime: sono state rinvenute frecce di pietra ed altri manufatti che possono essere fatti risalire al Pleistocene medio e al paleolitico. A partire dal VI secolo a.C. l'area fu abitata prima dagli Etruschi e poi dai Romani, come testimoniano i ritrovamenti archeologici nella zona di Orentano.
Nel corso del Medioevo tutta la zona fu teatro di aspre contese tra i Comuni emergenti e la pressione demografica aumentò per poi crollare con la peste del 1348, anno in cui buona parte della popolazione morì.
Nel Rinascimento i Medici utilizzarono il legname proveniente dalle Cerbaie per costruire la propria flotta, in particolar modo in seguito alla conquista di Pisa nel 1406. Fu proprio a partire da questo periodo che si verificò la graduale sostituzione delle querce con alberi di pino marittimo e domestico, più adatti alla costruzione di navi.

## Morfologia
Il sistema delle Cerbaie è formato da una massa di depositi alluvionali terrazzati di età pleistocenica attribuiti all'attività di trasporto del fiume Serchio. Sul lato settentrionale i depositi digradano dolcemente da Altopascio verso la Piana di Lucca, mentre sul versante meridionale costeggiano il letto del fiume Arno con pendenze più accentuate. Il punto più elevato delle Cerbaie si trova in località Montefalcone, dove si raggiungono i 100m slm.

## Flora
La flora delle Cerbaie raggiunge circa 600 entità, e include specie arboree presenti nei boschi dei territori limitrofi e specie erbacee significative dal punto di vista fitogeografico, epiontologico, ecologico e storico. Fino alla diffusione del parassita Matsucoccus, avvenuta a cavallo tra la fine degli anni '90 e inizio duemila, la vegetazione arborea era rappresentata prevalentemente da pino domestico e marittimo. Successivamente si è tornati ad una presenza maggiore di varie specie di querce, tra cui il cerro, la cerrosughera e il leccio. 
Nella zona delle Vedute è presente una sfagneta in cui trova l'habitat ideale la rarissima Drosera rotundifolia, pianta carnivora.
Per quanto riguarda le specie arboree presenti alle Cerbaie quelle di maggior interesse naturalistico sono:
- Abies alba (abete bianco), presente alle Forre con esemplari annosi, ma anche con un abbondante novellame. Sembra introdotto dai Medici come specie forestale, ma i dati relativi allo studio dei pollini fossili delle vicine paludi di Fucecchio e di Sibolla dimostrano la presenza di altre specie di abete nel tardo pleistocene.
- Alnus glutinosa (ontano nero) nei vallini più ricchi d'acqua. L'ontano nero forma ampi gruppi caratteristici, ma a causa delle coltivazioni intensive alcune importanti ontanete sono state in gran parte distrutte.
- Castanea sativa (castagno), che era coltivato in ampie zone; attualmente si trova associato ad altre caducifoglie e al pino marittimo.
- Pinus pinaster (pino marittimo). Esso risulta anche autoctono, ma attualmente la sua presenza è legata all'attività dell'uomo, poiché era utilizzato per la realizzazione degli alberi maestri delle navi e per la produzione di gomma dalla sua resina. Infestazioni di cocciniglia ne hanno ridotto la presenza o causato - in alcune zone - la scomparsa.
- Pinus sylvestris (pino silvestre). La presenza dei pochi pini silvestri in quest'area è in parte dovuta a rimboschimenti medicei - come nel caso dell'abete bianco - e in parte a relitti di antiche popolazioni autoctone documentate dal ritrovamento di pollini fossili.
- Populus nigra (pioppo nero). La sua presenza è legata agli ambienti umidi, ma è poco frequente; questa specie è in netto regresso a causa della forte erosione genetica legata alla diffusione delle cultivar e degli ibridi con Populus deltoides.
- Quercus petraea (rovere). È fra le querce maggiormente rappresentate alle Cerbaie e costituisce uno dei principali elementi della copertura arborea. Sono presenti anche ibridi fra cui rovere e roverella.
- Ulmus minor (olmo). Questa specie è diventata poco frequente a causa di una malattia crittogamica, la grafiosi.
- Viburnum tinus (lentaggine). Queste fanerofite sono censite in 52 esemplari, mostrando la notevole biodiversità floristica dell'area. La loro presenza è giustificata dal fatto che nelle Cerbaie gli ambienti sono ecologicamente ben differenziati: vi si trovano ambienti sia termofili, sia freschi e ricchi d'acqua.

Sono presenti anche diverse altre piante di interesse:
- Drosera rotundifolia. È una pianta insettivora di piccole dimensioni e la sua presenza sulle Cerbaie, come nel resto della Toscana, è sempre in relazione allo Sphagnum (Sfagno), un muschio che costituisce il substrato acido indispensabile per la sua sopravvivenza. In questa zona, la Drosera rotundifolia è da considerarsi un relitto microtermo glaciale, arrivato durante periodi freddi e sopravvissuto in piccole stazioni con microclima ancora adatto alle sue esigenze vitali. È segnalata sulle Cerbaie e menzionata per gli aggallati del laghetto di Sibolla, ma è presente anche nel vallino di Rio San Martino, dove cresce nelle torbiere a sfagno. Gli individui ritrovati non sono la sottospecie tipica ma sono riconducibili alla D. rotundifolia subsp. corsica Maire, descritta per il Lago di Creno in Corsica, in cui è estinta; le Cerbaie rimangono quindi l'unico luogo noto dove è presente questa sottospecie.
- Potamogeton polygonifolius. Le stazioni toscane sono le uniche pianure note in Italia dove esso è presente. Questa specie trova il suo habitat nelle piccole pozze d'acqua nelle torbiere a sfagno ed è un relitto atlantico, giunto durante i periodi interglaciali o postglaciali a clima oceanico.
- Gentiana pneumonanthe. Attualmente presente nelle regioni fredde dell'Eurasia, in Toscana è segnalata sulle colline di Montecarlo di Lucca, sui Monti Pisani con pochissimi esemplari e in alcuni vallini delle Cerbaie.
- Osmunda regalis. È una specie rara distribuita su due zone non contigue: atlantica e oceanica. Sulle Cerbaie è presente in abbondanza nelle sfagnete; è un relitto del periodo termofilo terziario, sceso durante periodi di clima più caldo e più umido. Durante le glaciazioni la sua presenza si è ridotta notevolmente, localizzandosi unicamente nelle zone umide di pianura o di bassa collina.

La presenza congiunta sulle sfagnete delle Cerbaie di Osmunda regalis, Drosera rotundifolia e Potamogeton polygonifolius costituisce un fatto insolito di grande interesse, poiché queste specie hanno esigenze climatiche diverse. I muschi delle sfagnete riescono però a creare microclimi particolari, adatti alla loro sopravvivenza. Sulla superficie dello sfagno, infatti, si registrano modeste escursioni termiche, alta umidità e temperature estive non molto elevate: ciò giustifica la presenza di un relitto microtermo come la Drosera rotundifolia. Contemporaneamente si registrano temperatura e umidità superiori al di sopra del livello della sfagneta e queste condizioni permettono la vita ad un relitto termofilo terziario come l'Osmunda regalis. Invece nell'acqua si registra una stabilità termica superiore e questo permette la vita di Potamogeton polygonifolius.

## Fauna
Nel territorio delle Colline delle Cerbaie si ha una grande biodiversità zoologica grazie all'alternarsi di aree collinari di latifoglie e aghifoglie, prati e pascoli, vallini umidi ed ombrosi con zone antropizzate, biotopi ed ecosistemi ben definiti, contigui e in relazione tra loro. 
Gli assetti e la composizione dei boschi hanno subito modificazioni, soprattutto con l'introduzione di nuove specie arboree quali la robinia. Benché tali trasformazioni a carico degli ecosistemi naturali siano avvenute nel corso di secoli, esse hanno influito sulla composizione della popolazione animale. La documentazione relativa a questo territorio (gli Statuti comunali di Santa Maria a Monte e Fucecchio) ne fornisce alcune evidenze, come la maggiore presenza della selvaggina stanziale (il cervo e il capriolo, attualmente quasi scomparsi allo stato libero) e quella di mammiferi predatori come i lupi. Questi ultimi erano considerati nocivi per il bestiame allevato e quindi ne era incoraggiata la caccia. Numerosi toponimi ancora oggi ricordano la presenza del lupo, rimasto sulle Cerbaie sino al 1651, quando risulta sia stato catturato l'ultimo esemplare presso la cosiddetta "Fonte del Lupo". Presenti anche alcune specie animali nordafricane nelle zone dove l'erba cresce più rigogliosa. 

### Invertebrati
Tra i Molluschi ben note sono le chiocciole dei boschi (Cepaea nemoralis) e le lumache rosse o "limacce" (Arion rufus) che si nutrono di funghi, vegetali e di resti di piccoli animali. Nella lettiera di foglie e nel sottostante strato di humus vive un gran numero di piccoli organismi decompositori e detritivori: lombrichi, vermi nematodi, onischi (Oniscus asellus) e piccoli predatori quali opilioni o illitobio (Lithobius forflcatus).
Al di sopra della lettiera di foglie morte si trovano gli insetti fitofagi e xilofagi, tra cui gli scolitidi (Scolytus sp., Tomicus destruens) e i cerambici (Cerambix cerdo).
La fauna che vive nei punti più bassi dei vallini è maggiormente legata agli ambienti acquatici e palustri, poiché ci sono brevi corsi d'acqua che solcano i terreni delle Colline delle Cerbaie e i chiari, ovvero dei temporanei specchi d'acqua. La fauna invertebrata di questi luoghi è simile a quella delle zone umide di Fucecchio e di Bientina vicine ad essa: presenta insetti tipici delle zone ricche di acqua dolce come le libellule (Aeshna sp.), i ragni acquatici (Dolomedes fimbriatus) e quelli che vivono tra la vegetazione delle rive (Argiope bruennichi).
Nel corso dei secoli, il disboscamento delle Cerbaie ad opera dell'uomo ha determinato l'apertura di ampie zone pianeggianti, in parte coltivate ed in parte mantenute a pascolo o lasciate incolte. Questi luoghi aperti sono perfetti per la vita delle farfalle Vanessa (Aglais io, Vanessa cardui, Vanessa atalanta), del podalirio (Iphiclides podalirius), delle zigene (Zygaena sp.), ma apprezzanoquesto ambiente anche alcune farfalle notturne comuni quali la sfinge del convolvolo (Agrius convolvuli). Di rilievo la presenza di Zerynthia cassandra, lepidottero di rara bellezza.  
| Zerynthia cassandra |

### Vertebrati
Per quanto riguarda la fauna vertebrata, nelle zone umide ed ombrose del bosco sono presenti anfibi come la rana agile (Rana dalmatina) e il rospo comune (Bufo bufo). Nelle zone più asciutte ed assolate delle pinete si trovano Sauri come il ramarro (Lacerta viridis) e Ofidi come la vipera (Vipera aspis). Tra gli anfibi tipici delle zone umide dei fondovalle sono da ricordare il tritone punteggiato (Triturus vulgaris) e quello crestato italiano (Triturus carnifex).
Negli ultimi anni, sulle Cerbaie ha fatto la sua comparsa il gambero rosso della Louisiana (Procambarus clarkii), volgarmente detto "gambero killer", originario degli Stati Uniti centro-meridionali, che in breve tempo ha portato alla totale scomparsa del più delicato gambero di fiume (Austropotamobius pallipes), alla rarefazione di numerosi invertebrati acquatici (es. ditischi ed idrofili) e di pesci e anfibi le cui uova ed i cui piccoli sono spesso prede di tale crostaceo. Procambarus clarkii ha sconvolto gli ecosistemi palustri causando anche la scomparsa di alcune piante idrofile.

### Avifauna

#### Abitanti del bosco
Numerosi sono anche gli uccelli che abitano nel bosco: la ghiandaia (Garrulus glandarius), il picchio verde (Picus viridis) ed il picchio rosso maggiore (Picoides major), l'upupa (Upupa epops), il cuculo (Cuculus canorus) e alcuni rapaci diurni quali il nibbio bruno (Milvus migrans), la poiana (Buteo buteo), il lodolaio (Falco subbuteo), lo sparviero (Accipiter nisus) e rapaci notturni come l'allocco (Strix aluco), il barbagianni (Tyto alba), la civetta (Athene noctua) ed il gufo comune (Asio otus), assai diffuso in passato tanto da ricorrere nei toponimi (per esempio, "Bosco dei Gufi").

#### Abitanti del fondovalle
Numerosi uccelli popolano i fondovalle: limicoli di passo come il beccaccino (Gallinago gallinago), il martin pescatore (Alcedo atthis) e il rigogolo (Oriolus oriolus). Nei chiari si trovano varie specie di Anatidi come l'alzavola (Anas crecca) o il germano reale (Anas plathyrhynchos) spesso di transito verso le limitrofe zone umide del Padule di Fucecchio e del Padule di Bientina, il falco di palude (Circus aeruginosus) e le gallinelle d'acqua (Gallinula chloropus).
Sulle Cerbaie sono stati più volte avvistati uccelli appartenenti alla famiglia degli Ardeidi come l'airone cenerino (Ardea cinerea), la garzetta (Egretta garzetta), la sgarza ciuffetto (Ardea ralloides) e la nitticora (Nycticorax nycticorax);  in una zona boscosa nei pressi del Padule di Fucecchio si è insediata in passato una colonia di Ardeidi (cioè una "garzaia") con la contemporanea presenza nidificante di garzetta, sgarza ciuffetto, nitticora e dell'airone guardabuoi (Bubulcus ibis). Sebbene tutte queste specie di uccelli siano protette, il sito di nidificazione delle Cerbaie ha subìto più volte azioni di disturbo tali da indurle ad abbandonare la parte collinare per insediarsi definitivamente nella Riserva naturale del Lago di Sibolla dove dal 2020 è presente una delle Garzaie più importanti del territorio.

#### Specie di passo
Da segnalare numerose specie di passo: i tordi bottaccio e sassello (Turdus philomelos e Turdus iliacus), i colombacci (Columba palumbus), la beccaccia (Scolopax rusticola), la tortora (Streptopelia turtur) e la tortora dal collare orientale (Streptopelia decaocto), di origine asiatica, largamente diffusa e oggi nidificante.

### Mammiferi
Tra i piccoli mammiferi è da segnalare la presenza di numerosi roditori e mammiferi alloctoni come la nutria (Myocastor coypus), e la minilepre (Sylvilagus floridanus), introdotta a scopo venatorio.
Tra gli Insettivori sono presenti: il toporagno (Sorex araneus), il mustiolo (Suncus etruscus) e il riccio (Erinaceus europaeus). In mezzo ai prati e agli incolti è frequente osservare le caratteristiche montagnole di terra sollevate dalle talpe (Talpa sp.).
Tra i mammiferi di maggiori dimensioni non mancano i Carnivori predatori quali la volpe (Vulpes vulpes), la faina (Martes foina), la donnola (Mustela nivalis) e il tasso (Meles meles). Sono presenti anche i grandi ungulati: i cinghiali (Sus scrofa), i caprioli (Capreolus capreolus), i daini (Dama dama) e i cervi (Cervus elaphus).
Non sono invece più da tempo riscontrati i predatori di maggiori dimensioni come il lupo (Canis lupus) e l'orso bruno (Ursus arctos), citato come mercanzia nello Statuto del Comune di Santa Maria a Monte del 1391 e sul quale era applicata una gabella.

## Centri abitati
Tra i principali centri abitati delle colline delle Cerbaie ci sono Galleno - diviso a metà tra i Comuni di Castelfranco di Sotto e Fucecchio, Santa Maria a Monte, unico centro sulle colline ad essere sede comunale, Staffoli, Orentano e Cerretti. Da ricordare anche la località di Tavolaia, dove si trova un piccolo osservatorio astronomico.

## Studio
Nel 2001 la Sezione Valdarno dell'Istituto Storico Lucchese ha individuato nell'area delle Cerbaie in Toscana un ambiente di notevole interesse per le sue vicende storico-ambientali, per le profonde trasformazioni e per gli attuali equilibri ecologici del Valdarno inferiore. A partire dal progetto "Le Cerbaie, la natura e la storia" e dalla relativa pubblicazione di un volume con lo stesso titolo l'interesse per l'area delle Cerbaie è cresciuto presso gli studiosi.